# Alf Metzler
Alf Metzler (* 1951 in  Münden (Hann. Münden)) ist ein deutscher Archäologe mit dem Schwerpunkt Moorarchäologie.

## Leben
Bereits als Schüler nahm Alf Metzler an Ausgrabungen an der St.-Blasius-Kirche in Hann. Münden teil. Nach seinem Wehrdienst begann er am Seminar für Ur- und Frühgeschichte der Universität Göttingen ein Studium. Seine 1981 vorgelegte Magisterarbeit befasste sich mit der älteren Bronzezeit in Niedersachsen westlich der Weser. Ein zweijähriges Volontariat leistete er an der Abteilung Ur- und Frühgeschichte des Braunschweigischen Landesmuseums in Wolfenbüttel ab. 1983 und 1984 bearbeitete er im Rahmen eines Forschungsprojektes am städtischen Museum Schloss Salder die Siedlung Salzgitter-Lobmachtersen aus der römischen Kaiserzeit. Von 1984 bis 1987 war am Institut für Denkmalpflege (IfD) beim Niedersächsischen Landesverwaltungsamtes in Hannover als dem Vorläufer des Niedersächsischen Landesamtes für Denkmalpflege tätig. Dort inventarisierte er das Gebiet der Mittelweser. 1987 wurde beim Institut für Denkmalpflege das Schwerpunktprogramm Moorarchäologie eingerichtet, das Alf Metzler als Referent leitete. Sein erstes moorarchäologisches Projekt war 1988 und 1989 die Dokumentation des Moorweges im Aschener Moor, den er auch in späteren Jahren erneut untersuchte.
Mit dem Forscher Hajo Hajen untersuchte er Moorwege im Ipweger Moor. Beim Fund der Moorleiche Moora 2005 im Uchter Moor leitete Metzler die archäologischen Geländearbeiten am Fundort und richtete seinen Fokus auf Moorleichenforschung.
Im Laufe seiner 25-jährigen moorarchäologischen Tätigkeit bis zu seiner Pensionierung 2014 untersuchte Alf Metzler ein Dutzend Moorwege. Seine systematischen Arbeiten trugen dazu bei, neue Erkenntnisse über Bauweise, Datierung und Nutzungsweise der Moorwege zu erlangen.
Bei der Arbeit mit Hobbyforschern engagierte sich Metzler im Freundeskreis für Archäologie in Niedersachsen und baute beim Industriemuseum Lohne, das Basisstation seiner archäologischen Feldarbeit war, eine Arbeitsgruppe auf.

## Veröffentlichungen (Auswahl)
- mit Andreas Bauerochse, Regine Ziekur, Rolf Schuricht: Archäologische Prospektion im Campemoor mit Hilfe von Bodenradarmessungen in: Berichte zur Denkmalpflege in Niedersachsen, 4/1999, S. 174–177
- Neolithischer Moorwegebau in der Dümmerniederung In: Mamoun Fansa, Frank Both, Henning Haßmann (Herausgeber): Archäologie|Land|Niedersachsen. 400.000 Jahre Geschichte. Landesmuseum für Natur und Mensch, Oldenburg 2004.
- mit Andreas Bauerochse: Moore als Archive der Natur- und Kulturgeschichte das Arbeitsgebiet der Moorarchäologie, in: TELMA – Berichte der Deutschen Gesellschaft für Moor- und Torfkunde, Beiheft 5, 2015, S. 93–112 (Online)